# 大地真央
大地真央（日语：／ Daichi Mao），本名森田真裕美（日语：／ Morita Mayumi、1956年2月5日—，舊姓：多田），是日本兵庫縣洲本市出生的女演員。是前寶塚歌劇團月組主演男役 (Top Star)。
她的暱稱為真央（日語：まお）及Mami（日語：マミ）。

## 外部連結
- 官方网站 （日語）
- 大地真央的Facebook專頁（日語）
- 大地真央的Instagram帳戶（日語）